# Women's Army Corps Service Medal
 (juin 2025).

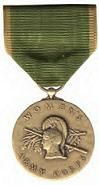
Médaille de la Women's Army Corps représentant Pallas Athena

La Women’s Army Corps Service Medal (litt. : Médaille de service dans le Corps des Femmes de l'Armée) était une récompense militaire de l'armée des États-Unis, créée le 29 juin 1943 sous la présidence de Franklin Roosevelt. Elle avait pour objectif de reconnaître le service des femmes dans l'armée durant la Seconde Guerre mondiale. 
L'avers de la médaille représente un profil de la déesse grecque de la stratégie militaire, Pallas Athena ; on retrouve également son visage comme emblème de la Women's Army Corps. 
La Women’s Army Corps Service Medal était remise à toutes les femmes ayant servi dans le Women's Army Auxiliary Corps (Corps auxiliaire de l'Armée des Femmes) entre le 10 juin 1942 et le 31 août 1943, ou dans le Women's Army Corps entre le 1er septembre 1943 et le 2 septembre 1945. La médaille était remise en exemplaire unique, sans possibilité  de cumuler les décorations. Dans la hiérarchie des médailles, elle se trouve un degré en dessous de l'American Defense Service Medal et au-dessus de l'American Campaign Medal.
De nos jours, la Women’s Army Corps Service Medal est considérée comme obsolète, puisque l'armée des États-Unis d'Amérique ne sépare plus les corps selon les genres. Cependant, elle peut toujours être portée par celles qui ont servi. 

## Voir également
- Décorations militaires de l'armée américaine
- Kay Summersby